# 貿易の技術的障害に関する協定
貿易の技術的障害に関する協定（ぼうえきのぎじゅつてきしょうがいにかんするきょうてい、英: Agreement on Technical Barriers to Trade、通称：TBT協定、WTO/TBT協定、スタンダードコード）は、東京ラウンドにおいて1979年に貿易の技術的障害に関する協定として作成され、ウルグアイラウンドの結果、改正されて1994年に世界貿易機関を設立するマラケシュ協定（WTO設立協定）の不可分の一部をなす附属書として作成され、1995年に発効した標準化に関する条約である。日本法においては、国会承認を経た「条約」であるWTO設立協定（日本国政府による法令番号は、平成6年条約第15号）の一部として扱われる。

## 概要
ウルグアイラウンド以降のTBT協定は、WTO協定の附属書1Aに属する一括受託協定であり、WTOの加盟国全てに対して、強制規格、任意規格、適合性評価手続について適用することを求め、規格類を国際規格に整合化することで、不必要な貿易障害を取り除くことを目的としている。適用範囲は、WTO協定の附属書1A(C)「衛生植物検疫措置の適用に関する協定（通称 SPS協定）」を適用するものを除き、工業製品および農産品を含む全ての産品について適用し、その運用に関しては内国民待遇および最恵国待遇を付与した上で手続き等を義務付ける。
なお、前身であった東京ラウンドの協定(GATTスタンダードコード)の段階では、加盟国すべてへの強制力はまだ無く、批准した国家のみへの適用であった。

ウルグアイラウンド移行の協定において、対象となる規格は幅広く、製品に対する仕様類の要件、生産および活動に対するマネジメントシステム、それらを用いるための技術仕様等を規格対象とする。貿易に関する技術的障害を軽減および除去するため新たに必要性が生じた要件の導入や変更はWTO事務局を通じて行う手続き「TBT通報」によって他の加盟国に知らせる。また、TBT協定の取決めに関しては1997年より3年毎に見直す「3年見直し」を実施する。
TBT協定によって、各国の国内規格作成過程の透明性、国内規格の国際的な整合を図ることとなり、国際標準化機関によって制定した国際規格の普及を求める「規格の国際市場性」（Global Relevance）を考慮する。WTO協定により、基準に関する用語の定義は、国際標準化機構（ISO）および 国際電気標準会議（IEC）のGuide 2: 1991 Standardization and related activities−General vocabularyに準ずることを定めている。